# Ананија из Дамаска
Ананија је био ученик Исуса Христа, и један од Седамдесет апостола, чија је мисија забележена у Јеванђељу по Луки. Он је по сведочењу Светог писма био послат од Бога да излечи од слепила Апостола Павла и уведе га у Цркву.

## Апостол Ананија у Светом писму
„А у Дамаску беше један ученик, по имену Ананија, и рече му Господ у утвари: Ананија! А он рече: Ево ме, Господе! 
А Господ му рече: Устани и иди у улицу која се зове Права, и тражи у дому Јудином по имену Савла Таршанина; јер гле, он се моли Богу“, (Дела Ап. 9:10,11)

## Прослављање
Српска православна црква прославља светог апостола Ананију 1. октобра по јулијанском, а 14. октобра по грегоријанском калнедару. Остале православне цркве које су прешле на нови калнедар, славе га 1. октобра. У црквеном календару из времена Ђурђа Црнојевића (1494. године), под 1. октобром se слави спомен na апостола Ананију и Романа пјевца. 